# Rokot
Rokot ou Rockot (du russe Рокот, « Vrombissement ») est un lanceur russe léger capable de placer en orbite basse une charge utile de 1,8 tonne. Le lanceur effectua deux premiers vols suborbitaux réussis le 20 novembre 1990, et un premier vol orbital le 26 décembre 1996, ces trois vols ayant pris place depuis un silo situé au cosmodrome de Baïkonour, au Kazakhstan (ou en URSS, à l'époque des vols suborbitaux).
Par la suite, les lancements commerciaux et militaires ont tous été réalisés depuis le cosmodrome militaire de Plesetsk en Russie, en utilisant des installations et un pas de tir reconverti, ayant précédemment servi au lanceur soviétique Cosmos-3M. Le dernier vol du lanceur aura lieu le 26 décembre 2019, bien que quelques mois plus tard la création d'une nouvelle version, Rokot-M soit annoncée pour 2024.

## Historique

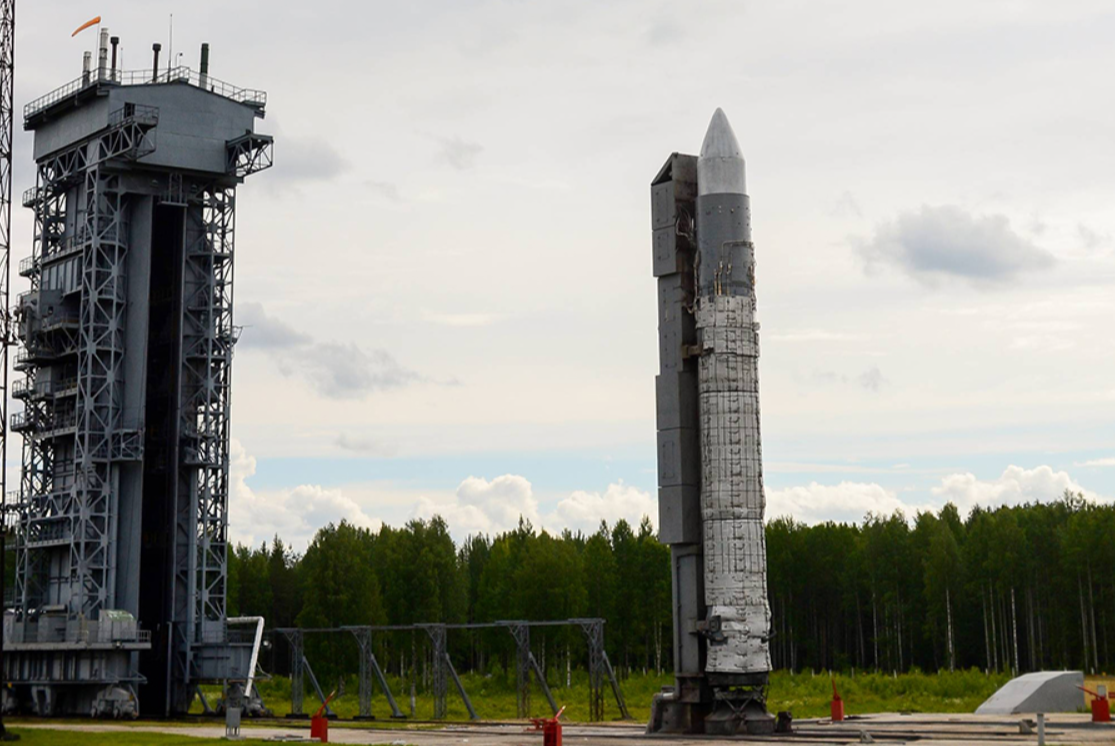
Préparation de la fusée Rokot pour le lancement. cosmodrome de Plesetsk

Le lanceur Rokot résulte de la reconversion de missiles balistiques intercontinentaux soviétiques UR-100N (SS-19). Ce missile de (106 tonnes) comprend deux étages propulsés par des moteurs-fusées brûlant des ergols liquides stockables. Ces missiles, qui peuvent lancer 6 ogives nucléaires à une distance de 10 000 km, commencent à être déployés en 1978, après des études débutées en 1969.
À la chute de l'URSS, la Russie nouvellement créée peut enfin envisager le lancement de charges utiles commerciales venant du monde entier. Pour cela, au début des années 1990, le constructeur GKNPZ Khrounitchev reconvertit certains missiles retirés du service en lanceurs spatiaux. Cette technique permet l'utilisation de matériel dont l'efficacité est prouvée, tout en évitant le développement et les essais parfois laborieux et chers d'un lanceur nouveau, le spatial russe étant à cette époque en grande difficulté économique.
L'UR-100N sera décliné en deux versions orbitales distinctes, Strela et Rokot. La première fut développée non pas par Khrounitchev mais par NPO Machinostroïenia, qui l'a équipée d'un troisième étage peu puissant, ne lui permettant pas d'emmener une charge utile significative en orbite. Pour Rokot, Khrounitchev souhaite un troisième étage très efficace et puissant. La société va alors développer un nouvel étage supérieur dénommé Briz (du russe Бриз "Brise"), qui sera dérivé en deux versions, Briz K pour Rokot, et Briz M pour Proton. Par la suite, une version améliorée Briz KM sera développée pour Rokot.
Rokot effectuera deux vols d'essai suborbitaux en 1990 et 1991 ayant pour but de tester le nouvel étage Briz K. Les lancements ont lieu depuis deux silos d'UR-100N situés sur les sites 131/29 et 175/58. Pour toute charge utile Rokot emportait une masse de simulation de satellite équipée de dizaines de capteurs pour vérifier le bon fonctionnement des étages.

Le premier vol orbital eut lieu en décembre 1994 depuis le site 175/58 au cosmodrome de Baïkonour. L'étage Briz K mettra en orbite le satellite Radio-ROSTO, un satellite radioamateur provenant des stocks restants de la constellation Strela. Équipé de plusieurs transpondeurs, le satellite est toujours en orbite aujourd'hui. 

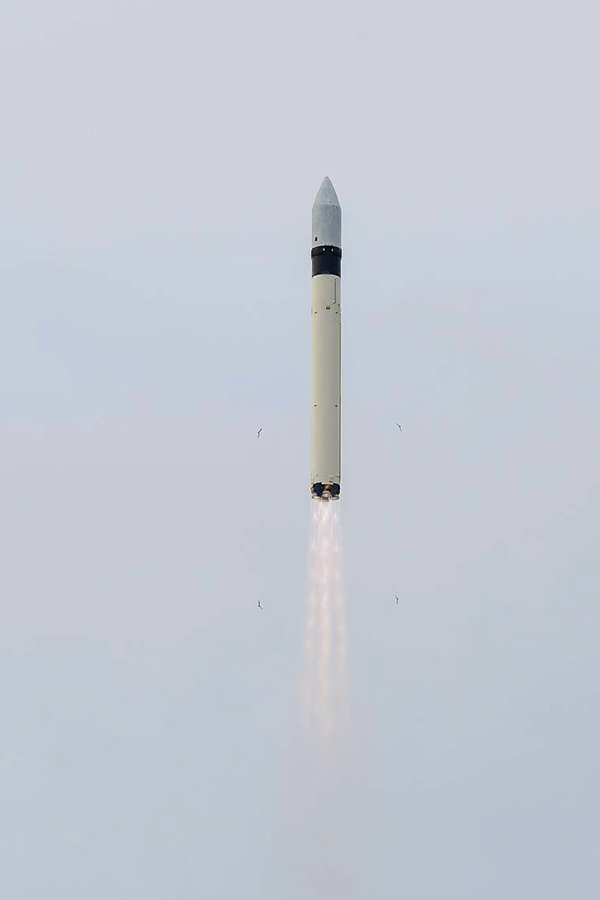
Décollage d'un lanceur Rokot pour un vol militaire

À la suite de ces vols de démonstration, le lanceur est prêt pour le vol commercial. L'étage Briz KM a fini son développement en 1995, date à laquelle il sera exposé au Salon du Bourget en France. Ce développement sera financé en très grande partie par la société américaine Motorola, qui souhaite lancer plusieurs satellites de sa constellation Iridium sur ce lanceur. Pour aider à la commercialisation de Rokot, une société de droit allemand est créée la même année par Daimler-Benz Aerospace, dénommée Eurockot (Rokot prend un "c" en allemand). Destinée à concurrencer le lanceur européen, à majorité française, Ariane 4 et 5, la société est néanmoins détenue par la société Arianespace, qui commercialise le lanceur.
C'est le 16 mai 2000 que Rokot, équipé du nouveau Briz KM fait son premier vol commercial pour Eurockot. Ce vol, et tous les suivants prendront place depuis le site 133/3 du cosmodrome militaire de Plesetsk. Ce dernier a l'avantage d'être situé en Russie, ce qui simplifie les procédures pour le pays. En effet, plusieurs composants du lanceur sont ukrainiens, d'autres russes, et si le lanceur était lancé depuis Baïkonour, alors il faudrait également l'aval du Kazakhstan, ce qui complexifiait le tout.
En réalité, c'est en 1999 qu'a eu lieu la réelle première tentative de lancement depuis Plesetsk. Mais alors que le lanceur était sur le pas de tir avec sa charge utile, l'ouverture de la coiffe est activée par erreur. Le satellite, indemne, sera finalement lancé sur une Tsyklon. L'étage Briz KM lui est inutilisable, et l'UR-100N sera utilisé sur un vol suivant.
Au fil des années, Rokot effectuera au total 34 vols, pour le compte d'Eurockot (notamment des satellites scientifiques (GOCE, Proba-2 ou SMOS) et commerciaux (Iridium)), et pour le compte de l'armée russe et de Roscosmos (constellations Gonets et Strela notamment),. Le coût d'un lancement commercial est estimé à environ 13 à 15 millions d'euros.
Le lanceur effectuera néanmoins son dernier vol le 26 décembre 2019. Eurockot a cessé ses activités, le lanceur européen léger Vega remplissant désormais le rôle qui était assuré par Rokot. L'armée russe a également cessé d'utiliser le petit lanceur, la fourniture des composants ukrainiens étant devenue très difficile à la suite de l'annexion de la Crimée par la Russie en 2014.
En date de 2022, le premier vol a été retardé pour 2024 afin de permettre de corriger certains problèmes avec les installations au sol et de remplacer les systèmes de contrôle de la fusée qui sont fabriqués par l'Ukraine.

## Caractéristiques techniques
Le lanceur Rokot a une masse totale pleine de carburant de 107 tonnes, pour une longueur de 29 mètres et un diamètre de 2,5 mètres. Le lanceur est composé de 3 étages, les deux premiers sont le missile UR-100N, là où le troisième est un Briz.
Le lanceur Strela est strictement identique à Rokot, mais comporte un troisième étage plus petit et différent de celui de Rokot. De plus, contrairement à la dernière version de Rokot, Strela est uniquement lancée depuis un silo, depuis le cosmodrome de Baïkonour.

### Premier et deuxième étage, l'UR-100N
Ces deux étages fonctionnent tous les deux grâce aux mêmes ergols, de l'UDMH et du peroxyde d'azote (à la manière de Proton, de la Longue Marche 3 ou de la Crew Dragon). Ces deux espèces chimiques ne produisent aucune combustion lors de leur mélange, l'oxygène n’intervenant pas dans la réaction. Les ergols réagissent donc par une simple réaction d'oxydo-réduction, ce qui explique que la flamme produite par le lanceur soit translucide, en effet, aucun résidu dans la flamme n'est inflammable, et par conséquent rien ne brûle dans la flamme à la sortie de la tuyère, donc rien ne la rend opaque à la manière d'une flamme de moteur fonctionnant au kérosène ou à l'hydrogène par exemple.
L'une des caractéristiques de Rokot est le nuage orangé qu'elle produit au décollage. Il s'agit du surplus de peroxyde d'azote injecté dans le moteur pour son allumage, qui s'échappe sans avoir réagi avec l'UDMH et qui se répand autour du pas de tir. Le peroxyde d'azote n'étant pas inflammable, ce nuage ne produit aucune "boule de feu" (comme sur la Delta IV par exemple), et reste donc inerte. Lorsque des températures très basses sont atteintes, on peut noter que ce nuage va commencer à cristalliser ce qui le rendra bien plus terne qu'à l'accoutumée.
L'utilisation de ces ergols, bien que toxiques, s'explique par l'origine militaire de l'UR-100N. En effet, un missile a besoin de pouvoir être tiré sans préavis, les ergols doivent être préalablement chargés et prêts à l'emploi, ce qui exclut toute utilisation d'oxygène liquide. De plus, ces ergols sont hypergoliques, c'est-à-dire qu'ils s'allument instantanément lorsqu'on les met en contact, ce qui assure l'allumage du missile.
Le premier étage est propulsé par quatre moteurs, trois RD-0233 et un RD-0234. La différence s'explique par l'ajout d'un générateur de gaz sur le RD-0234. C'est cette pièce qui permet de lancer l'allumage des turbopompes des quatre moteurs. Ces deux types de moteurs sont tous deux fournis par KB KhimAutomatiki. L'étage a une durée de combustion totale de 121 secondes. Cet étage pèse 77 150 kg (5 695 kg à vide), a une longueur de 17,2 mètres et un diamètre de 2,5 mètres.
Le deuxième étage lui est propulsé par un unique RD-0235, qui possède une tuyère non orientable. Afin d'assurer le contrôle d'attitude de l'étage, un moteur vernier fut ajouté, le RD-0236 chargé donc uniquement de contrôler l'orientation de l'ensemble. L'étage a une durée de combustion totale de 121 secondes, pèse 12 195 kg (1 485 kg à vide), et a une longueur de 3,9 mètres.
Lors de ses premiers vols, le lancement de Rokot s'effectuait depuis Baïkonour, dans un silo adapté pour l'UR-100N. Or, la version modernisée Briz KM ainsi que la nouvelle coiffe plus longue nécessitait un silo plus large et plus grand. Or, rappelons-le, le but de Rokot était d'être un lanceur à bas coût, ne nécessitant pas de gros développements. De plus, l'utilisation d'un silo de missile n'est pas un élément très attrayant pour de potentiels clients. Toutes ces raisons ont amené les ingénieurs à créer une couverture entourant l'ensemble UR-100N+Briz KM, qui joue le rôle d'un silo, mais également de couverture thermique en cas de grand froid. Cela permet également un accès plus facile au lanceur pour les équipes au sol. La couverture thermique sera éjectée lors du lancement, là où la protection jouant le rôle du silo restera en place. Elle recouvre la totalité du lanceur à l'exception de l'extrémité de la coiffe.
L'UR-100N est amené par train sur le pas de tir, où il sera placé à la verticale dans une structure mobile. Une fois à la verticale, il ne changera pas de position jusqu'au lancement.

### Troisième étage, le Briz
L'étage Briz fut développé afin de servir au lanceur Rokot, mais également Proton. En effet, les étages supérieurs du lanceur lourd de l'époque ne fonctionnaient pas avec les mêmes ergols que le reste du lanceur, ce qui complexifiait les opérations. Le Briz était donc une occasion d'améliorer les performances de Proton tout en fournissant un accès à l'orbite pour Rokot. L'étage Briz K (la lettre K pour le russe Космос "Cosmos") servira pour Rokot lors de ses premiers vols. Il s'agit d'un étage de test, qui est destiné à être très vite amélioré. Ce sera chose faite avec l'arrivée de la version Briz M (le lettre M pour le russe модернизированы "modernisé"), utilisée exclusivement sur Proton qui est simplement un Briz K équipé d'un réservoir toroïdal l'entourant, ce qui permet de faire correspondre le diamètre de l'étage au diamètre de Proton, bien plus grand que celui de la petite Rokot.
Enfin c'est la version Briz KM qui sera développée (KM pour "Cosmos Modernisée") sur des fonds américains, et qui sera utilisée sur 31 des 34 vols de Rokot (vols suborbitaux compris).
Le Briz KM est composé de trois compartiments :
- Le compartiment de transition PS (du russe Переходная Система), qui est une protection de vol noire (comparable à une coiffe pour la charge utile), qui sera éjectée ensuite avec le deuxième étage dont elle est solidaire. Les deux autres compartiments ne sont pas attachés au deuxième étage, mais possèdent des attaches qui les relient au compartiment de transition.
- Le compartiment de propulsion ODU (du russe Отсек Двигательная Установка), contient les deux réservoirs d'UDMH (sur le dessus) et de peroxyde d'azote (en dessous). Ces derniers sont pressurisés au moyen de réservoirs d'hélium. Le compartiment contient également l'ensemble propulsif, composé d'un moteur principal S5.98M, dérivé du moteur utilisé sur les sondes spatiales Phobos et sur les étages supérieurs Fregat équipant certaines Soyouz. La tuyère de ce moteur est orientable. Il y a également 4 petits moteurs vernier de type DKI (11D458) servant lors de l'allumage du moteur principal à tasser les ergols au fond des réservoirs. Ces propulseurs, également utilisés sur les stations spatiales Almaz, Mir et ISS, peuvent également être utilisés comme moteurs d'orientation de l'étage. Enfin, le compartiment dispose de 12 moteurs vernier de type DOS (17D58E), également utilisés sur les nombreuses stations spatiales soviétiques et russes. Construits par le NII Mach, ces moteurs sont réallumables à volonté, dans la limite du carburant disponible.
- Le compartiment à équipements PO (du russe Приборный Отсек) est plus petite et large que celle qui équipait l'étage Briz K lors des premiers vols de Rokot. C'est sur ce dernier que sont fixés les boulons pyrotechniques retenant la coiffe. Trois systèmes principaux se trouvent dans ce compartiment, le système de télémétrie, de guidage et de poursuite[9].

Une version améliorée du Briz KM, le Briz KS a été envisagée mais n'a jamais été développée. La nouvelle version Rokot-M en cours de développement devrait voir l'apparition d'un étage modernisé et amélioré dénommé Briz KM-2.

### Coiffe et charge utile
La charge utile est amenée au cosmodrome de Plesetsk (ou de Baïkonour lors des premiers vols), généralement grâce à un Antonov-124 ou un Antonov-225. Par la suite, elle est transférée par train ou par la route au cosmodrome même dans le bâtiment MIK (du russe Монтажно-испытательный корпус, "Bâtiment d'Assemblages et d'Essais") premièrement dans la salle 101A, où la charge utile sera posée sur l’adaptateur de vol et remplie de carburant, puis sera transférée dans la salle 101B où la charge utile sera assemblée à l'étage supérieur Briz KM.
Les deux demi-coiffes sont ensuite assemblées séparément, au contraire de la mise sous coiffe d'Ariane 5 par exemple, où la coiffe entière est glissée sur le satellite. Par la suite, les logos des clients sont appliqués sur la coiffe, et l'ensemble coiffe + Briz KM est emballé dans une couverture de protection thermique, puis transporté par train sur le pas de tir où l'attend l'UR-100N, déjà mis à la verticale. Le Briz KM+coiffe est ensuite hissé à l'aide d'une grue au sommet de l'UR-100N, le tout est assemblé, le portique mobile reculé, et Rokot est prête pour le lancement.
Lors du lancement la coiffe est découpée par un cordon pyrotechnique en deux demi-coiffes, ce qui permet par la suite de séparer le satellite de l'adaptateur de vol grâce également à un système pyrotechnique.

## Futurs développements
Les composants ukrainiens ont amené la Russie à arrêter définitivement l'exploitation de Rokot. De plus, la société Eurockot a cessé toute activité, à la suite des premiers vols du nouveau lanceur léger européen Vega. La disparition du petit lanceur allait signifier pour le pays la perte d'un des deux seuls lanceurs légers en leur possession, l'autre étant le Soyouz-2-1v nouvellement développé, qui est un Soyouz auquel on a retiré ses blocs latéraux. L'avantage du remplacement par ce lanceur est sa compatibilité avec les pas de tir des Soyouz classiques, et sa conception entièrement russe.
Néanmoins, après le dernier vol de Rokot dans sa version classique, la Russie a annoncé la signature d'un contrat avec le constructeur Khrounitchev pour la construction d'une version améliorée dénommée Rokot-M (M pour « modernisée »), qui devait effectuer son premier vol en 2024. À cette date, la Russie possédera alors trois lanceurs légers, Rokot-M, Soyouz 2.1v et Angara 1.2.

## Liste des lancements réalisés
Un échec partiel signifie qu'au moins une des charges utiles a atteint l'orbite, ou que les charges utiles n'ont pas atteint l'orbite visée, même si les satellites restent utilisables.
Tableau mis à jour le 25 février 2023
| Succès | Succès | Succès | Vol n° | Étage supérieur | Date de lancement (UTC) | Base de lancement       | Client   | Charge(s) utile(s)                                                                                         | Type                                          | Orbite      | Notes |
| ------ | ------ | ------ | ------ | --------------- | ----------------------- | ----------------------- | -------- | --- | --------------------------------------------- | ----------- | --- |
|        | ✓      |        | -      | Briz K          | 20/11/1990              | Site 131/29 - Baïkonour | VKS RF   | Masse de simulation GVM                                                                                    | Masse inerte                                  | Suborbital  | Premier vol de Rokot |
|        | ✓      |        | -      | Briz K          | 20/12/1991              | Site 175/58 - Baïkonour | VKS RF   | Masse de simulation GVM                                                                                    | Masse inerte                                  | Suborbital  | |
|        | ✓      |        | 01     | Briz K          | 26/12/1994 03h01        | Site 175/58 - Baïkonour | VKS RF   | Radio-ROSTO                                                                                                | Satellite radioamateur                        | LEO         | Premier vol orbital de Rokot |
|        | ~      |        | -      | Briz KM         | 22/12/1999              | Site 133/3 - Plesetsk   | VKS RF   | RVSN 40 | Charge utile expérimentale                    | LEO (prévu) | Vol annulé : La coiffe a été éjectée alors que le lanceur était encore sur le pas de tir, le lancement fut annulé.                               |
|        | ✓      |        | 02     | Briz KM         | 16/05/2000 08h27        | Site 133/3 - Plesetsk   | Eurockot | SimSat 1 & 2                                                                                               | Maquettes Iridium                             | SSO         | Premier vol de Rokot depuis Plesetsk |
|        | ✓      |        | 03     | Briz KM         | 17/03/2002 09h21        | Site 133/3 - Plesetsk   | Eurockot | GRACE 1 & 2                                                                                                | Satellites de recherche                       | LEO         | |
|        | ✓      |        | 04     | Briz KM         | 20/06/2002 09h33        | Site 133/3 - Plesetsk   | Eurockot | Iridium n°97 & 98                                                                                          | Satellites de communication                   | LEO         | |
|        | ✓      |        | 05     | Briz KM         | 30/06/2003 14h15        | Site 133/3 - Plesetsk   | Eurockot | Monitor-E GVM MIMOSA (en) DTUsat (en) MOST Cute-I QuakeSat (en) AAU CubeSat (en) CanX-1 (en) Cubesat XI-IV | Satellites NLS Maquettes                      | LEO         | |
|        | ✓      |        | 06     | Briz KM         | 30/10/2003 13h43        | Site 133/3 - Plesetsk   | Eurockot | SERVIS-1                                                                                                   | Satellite de recherche technologique japonais | SSO         | |
|        | ✓      |        | 07     | Briz KM         | 26/08/2005 18h34        | Site 133/3 - Plesetsk   | VKS RF   | Monitor-E                                                                                                  | Satellite de télédétection terrestre          | SSO         | |
|        | ✕      |        | 08     | Briz KM         | 08/10/2005 15h02        | Site 133/3 - Plesetsk   | Eurockot | CryoSat-1                                                                                                  | Satellite d'observation terrestre             | LEO (prévu) | Échec : Le second étage ne s'est pas arrêté comme prévu, le lanceur est devenu incontrôlable, entraînant la perte de CryoSat.                    |
|        | ✓      |        | 09     | Briz KM         | 28/07/2006 07h05        | Site 133/3 - Plesetsk   | Eurockot | KompSat-2                                                                                                  | Satellite d'observation terrestre             | SSO         | |
|        | ✓      |        | 10     | Briz KM         | 23/05/2008 15h20        | Site 133/3 - Plesetsk   | VKS RF   | Cosmos 2437 Cosmos 2438 Cosmos 2439 Youbilielnyi                                                           | Satellites militaires                         | LEO         | |
|        | ✓      |        | 11     | Briz KM         | 17/03/2009 14h21        | Site 133/3 - Plesetsk   | Eurockot | GOCE | Satellite d'observation terrestre de l'ESA    | SSO         | |
|        | ✓      |        | 12     | Briz KM         | 06/07/2009 01h26        | Site 133/3 - Plesetsk   | VKS RF   | Cosmos 2451 Cosmos 2452 Cosmos 2453                                                                        | Satellites militaires                         | LEO         | |
|        | ✓      |        | 13     | Briz KM         | 02/11/2009 01h50        | Site 133/3 - Plesetsk   | Eurockot | SMOS Proba-2                                                                                               | Satellite d'observation de l'ESA              | LEO         | |
|        | ✓      |        | 14     | Briz KM         | 02/06/2010 01h59        | Site 133/3 - Plesetsk   | Eurockot | SERVIS-2                                                                                                   | Satellite de recherche technologique japonais | LEO         | |
|        | ✓      |        | 15     | Briz KM         | 08/09/2010 03h30        | Site 133/3 - Plesetsk   | VKS RF   | Cosmos 2467 Cosmos 2468 Gonets-M n°12                                                                      | Satellites militaires                         | LEO         | |
|        | ~      |        | 16     | Briz KM         | 01/02/2011 14h00        | Site 133/3 - Plesetsk   | VKS RF   | Cosmos 2470                                                                                                | Satellites militaires                         | LEO         | Échec partiel : dysfonctionnement de l'étage supérieur, a atteint une orbite inférieure à celle prévue.                                          |
|        | ✓      |        | 17     | Briz KM         | 28/07/2012 01h35        | Site 133/3 - Plesetsk   | VKS RF   | Cosmos 2481 Gonets-M n°13 Gonets-M n°15                                                                    | Satellites militaires                         | LEO         | |
|        | ~      |        | 18     | Briz KM         | 15/01/2013 16h24        | Site 133/3 - Plesetsk   | VKS RF   | Cosmos 2482 Cosmos 2483 Cosmos 2484                                                                        | Satellites militaires                         | LEO         | Échec partiel : Cosmos 2483 fut perdu lors de sa séparation à cause d'une erreur sur le Briz KM.                                                 |
|        | ✓      |        | 19     | Briz KM         | 11/09/2013 23h23        | Site 133/3 - Plesetsk   | VKS RF   | Gonets-M n°14 Gonets-M n°16 Gonets-M n°17                                                                  | Satellites militaires                         | LEO         | |
|        | ✓      |        | 20     | Briz KM         | 22/11/2013 12h02        | Site 133/3 - Plesetsk   | Eurockot | SWARM | Trois satellites d'observation de la Terre    | Polaire     | |
|        | ✓      |        | 21     | Briz KM         | 25/12/2013 00h31        | Site 133/3 - Plesetsk   | VKS RF   | Cosmos 2488 Cosmos 2489 Cosmos 2490 Cosmos 2491                                                            | Satellites militaires                         | LEO         | |
|        | ✓      |        | 22     | Briz KM         | 23/05/2014 05h27        | Site 133/3 - Plesetsk   | VKS RF   | Cosmos 2496 Cosmos 2497 Cosmos 2498 Cosmos 2499                                                            | Satellites militaires                         | LEO         | |
|        | ✓      |        | 23     | Briz KM         | 03/07/2014 12h43        | Site 133/3 - Plesetsk   | VKS RF   | Gonets-M n°18 Gonets-M n°19 Gonets-M n°20                                                                  | Satellites militaires                         | LEO         | |
|        | ✓      |        | 24     | Briz KM         | 31/03/2015 13h47        | Site 133/3 - Plesetsk   | VKS RF   | Cosmos 2504 Gonets-M n°21 Gonets-M n°22 Gonets-M n°23                                                      | Satellites militaires                         | LEO         | |
|        | ✓      |        | 25     | Briz KM         | 23/09/2015 21h59        | Site 133/3 - Plesetsk   | VKS RF   | Cosmos 2507 Cosmos 2508 Cosmos 2509                                                                        | Satellites militaires                         | LEO         | |
|        | ✓      |        | 26     | Briz KM         | 16/02/2016 17h57        | Site 133/3 - Plesetsk   | Eurockot | Sentinel-3A                                                                                                | Satellite d'observation de la Terre           | SSO         | |
|        | ✓      |        | 27     | Briz KM         | 04/06/2016 14h00        | Site 133/3 - Plesetsk   | VKS RF   | Cosmos 2517                                                                                                | Satellites militaires                         | LEO         | |
|        | ✓      |        | 28     | Briz KM         | 13/10/2017 09h27        | Site 133/3 - Plesetsk   | Eurockot | Sentinel-5P                                                                                                | Satellite d'observation de la Terre           | SSO         | |
|        | ✓      |        | 29     | Briz KM         | 25/04/2018 17h57        | Site 133/3 - Plesetsk   | Eurockot | Sentinel-3B                                                                                                | Satellite d'observation de la Terre           | SSO         | |
|        | ✓      |        | 30     | Briz KM         | 30/11/2018 02h27        | Site 133/3 - Plesetsk   | VKS RF   | Cosmos 2530 Cosmos 2531 Cosmos 2532                                                                        | Satellites militaires                         | LEO         | Après le lancement, le NORAD détecte un objet inconnu derrière l'étage Briz KM, qui pourrait être un quatrième satellite emporté par le lanceur. |
|        | ✓      |        | 31     | Briz KM         | 30/08/2019 14h00        | Site 133/3 - Plesetsk   | VKS RF   | Cosmos 2540                                                                                                | Satellites militaires                         | Polaire     | |
|        | ✓      |        | 32     | Briz KM         | 26/12/2019 23h11        | Site 133/3 - Plesetsk   | VKS RF   | Blits-M1 Gonets-M n°24 Gonets-M n°25 Gonets-M n°26                                                         | Satellites militaires                         | LEO         | Dernier vol de Rokot dans sa version primordiale Dernier vol du Briz KM en date                                                                  |
|        |        |        |        |                 |                         |                         |          | |                                               |             | |
|        | -      |        | 33     | Briz KM-2       | 2024                    | Site 133/3 - Plesetsk   | VKS RF   | Charge utile inconnue                                                                                      | Vol de démonstration                          | LEO         | Premier vol de Rokot-M |

## Comparaison avec d'autres lanceurs légers
Tableau mis à jour le 25 février 2023
| Caractéristiques                                | Rokot      | Vega     | Electron             | Kuaizhou-1A                 | CZ-11              | Soyuz 2.1v |
| ----------------------------------------------- | ---------- | -------- | -------------------- | --------------------------- | ------------------ | ---------- |
| Base(s) de lancement                            | - Plesetsk | - Kourou | - Vandenberg - Māhia | - Jiuquan, Xichang, Taïyuan | - Jiuquan, Xichang | - Plesetsk |
| Nombres de vols                                 | 32         | 22       | 33                   | 20                          | 15                 | 9          |
| Masse au décollage                              | 107,4 t    | 137 t    | 12,5 t               | 30 t                        | 60 t               | 160 t      |
| Hauteur                                         | 29,1 m     | 29,9 m   | 18 m                 | 19,4 m                      | 20,8 m             | 44 m       |
| Diamètre                                        | 2,5 m      | 3 m      | 1,2 m                | 1,4 m                       | 2 m                | 2,05 m     |
| Charge utile en orbite héliosynchrone           | 1,2 t      | 1,5 t    | 200 kg               | 250 kg                      | 380 kg             | -          |
| Charge utile en orbite polaire                  | -          | 1,5 t    | -                    | -                           | -                  | -          |
| Charge utile en orbite basse circulaire         | 1,95 t     | 2,3 t    | 300 kg               | 300 kg                      | 700 kg             | 3 t        |
| Prix officiel d'un lancement (en millions de $) | 40         | 37       | 5                    | 6                           | ?                  | 30         |
| Prix au kg (orbite basse)                       | 20 000 $   | 14 000 $ | 16 667 $             | 20 000 $                    | ?                  | 10 000 $   |
| Taux de succès (Échecs partiels compris)        | 91,18%     | 86,36%   | 90,91%               | 90%                         | 100%               | 88,89%     |